# Владимир Левченко
Владимир Максимович Левченко (рус. Владимир Максимович Левченко; 18. фебруар 1944 — 8. април 2006) био је совјетски фудбалер. 

## Биографија
Целу каријеру је провео у тиму Динама из Кијева, са екипом три пута је био шампион СССР-а и два пута освојио Куп СССР-а. Одиграо је три утакмице за репрезентацију Совјетског Савеза. Био је у саставу репрезентације Совјетског Савеза на Европском фудбалском првенству 1968. године, са екипом је освојио четврто место.
Дана 13. маја 1971. године, возећи аутомобил, доживео је несрећу у Кијеву на раскрсници Богдановске улице и Воздухофлотске авеније. Задобио је тешке повреде и доживео клиничку смрт. Преживео је, али је био приморан да прекине играчку каријеру и потом је почео да ради на грађевини.
У априлу 2006. Левченко је преминуо након што га је ударио аутомобил.

## Успеси

### Клуб
- Првенство СССР: 1966, 1967, 1968.
- Куп СССР: 1964, 1966.